# Mister Fantàstic
Mister Fantàstic (Mister Fantastic a l'original en anglès) (Reed Richards) és un personatge superheroi que apareix als còmics americans publicats per Marvel Comics. El personatge és membre fundador, i líder, dels Quatre Fantàstics. Richards té un domini de l'enginyeria mecànica, aeroespacial i elèctrica, la química, tots els nivells de la física i la biologia humana i extraterrestre. BusinessWeek va enumerar Mister Fantastic com un dels deu personatges de ficció més intel·ligents dels còmics nord-americans. És l'inventor de la nau espacial que va ser bombardejada pels raigs còsmics en el seu viatge inaugural, atorgant els seus poders als Quatre Fantàstics. Richards va obtenir la capacitat d'estirar el seu cos adoptant qualsevol forma que desitgi.
Mister Fantàstic actua com a líder i figura paterna dels Quatre Fantàstics, i encara que els seus poders de raigs còsmics són principalment capacitats d'estirament, la seva presència a l'equip es defineix per la seva perspicàcia científica, ja que és reconegut oficialment com l'home més intel·ligent de l'Univers Marvel. Aquest és particularment un punt de tragèdia pel que fa al seu millor amic, Ben Grimm, a qui ha intentat moltes vegades tornar a la seva forma humana, però que normalment segueix sent una gran criatura rocosa anomenada la Cosa. És el marit de Susan Storm (a partir de llavors Richards), pare de Franklin i Valeria Richards, i mentor del seu cunyat, Johnny Storm.
El primer còmic traduït al català en què apareix Spider-Man: ¡Aventura Quàntica! es va publicar l'11 d'abril de 2024. Havia aparegut en productes derivats, incloent pel·lícules i sèries d'animació, doblades al català.
El personatge va ser interpretat pels actors Alex Hyde-White a la pel·lícula no estrenada The Fantastic Four de 1994, Ioan Gruffudd a la pel·lícula Els quatre fantàstics de 2005 i la seva seqüela de 2007 Els 4 fantàstics i en Silver Surfer, Miles Teller a la pel·lícula Fantastic Four de 2015 i John Krasinski a la pel·lícula del Marvel Cinematic Universe de 2022 Doctor Strange in the Multiverse of Madness.

## Història de la publicació
Creat per l'editor/escriptor Stan Lee i l'autor complet Jack Kirby, el personatge va aparèixer per primera vegada a The Fantastic Four nº 1 el 8 d'agost de 1961 (amb data de portada novembre de 1961). Va ser un dels quatre personatges principals del títol. Lee ha afirmat que els poders estiradors es van inspirar en Plastic Man de DC, que no tenia cap equivalent a Marvel.
Reed Richards ha aparegut regularment al còmic dels Fantastic Four durant la major part de la seva publicació.

## Poders i habilitats
Reed Richards va obtenir el poder de l'elasticitat de la irradiació dels raigs còsmics. Té la capacitat de convertir tot el seu cos en un estat altament mal·leable a voluntat, el que li permet estirar-se, deformar-se i reformar-se en pràcticament qualsevol forma. S'ha observat que Richards és capaç d'utilitzar la seva forma d'estirament en una varietat de maneres ofensives i defensives, com comprimir-se en una pilota i rebotar contra els enemics, aplanar-se en un trampolí o un paracaigudes per atrapar un company que cau, o inflar-se en una bassa salvavides per ajudar en un rescat aquàtic. Pot reduir voluntàriament la cohesió del seu cos fins que assoleix un estat fluid, que pot fluir a través de minúscules obertures o en petites canonades. Reed també és capaç de donar forma a les seves mans en armes d'estil de martell i maça, i concentrar la seva massa als punys per augmentar la seva densitat i eficàcia com a armes.
Tenir una textura semblant a un elàstic permet la protecció de Reed contra danys. Pot ser colpejat amb una força increïble, aplanat, aixafat i encara es pot tornar a formar o sobreviure sense cap forma de lesió suficient.
El control de Reed sobre la seva forma s'ha desenvolupat fins al punt que ha estat capaç d'alterar radicalment els seus trets facials i tota la seva forma física per passar entre humans i no humans desapercebut i desconegut. No té cap escrúpol a estirar les orelles, prendre la forma d'un dinosaure, convertir-se en un trampolí humà o inflar les seves mans en joguines de piscina per entretenir els seus fills.
La demostració més extrema dels poders de Reed és quan en un moment donat va poder augmentar la seva mida i massa fins a proporcions semblants a les coses que també van augmentar la seva força física.
Assumir i mantenir aquestes formes solia requerir un esforç extrem. A causa d'anys d'entrenament mental i físic, Reed ara pot realitzar aquestes gestes a voluntat. Els seus poders (i els del Red Ghost (Fantasma Roig)) també es van incrementar quan van ser exposats a una segona dosi de raigs còsmics. Mantenir la forma humana normal del seu cos requereix un cert grau de concentració constant. Quan Reed està relaxat i distret, el seu cos sembla "fondre's a càmera lenta", segons Susan Storm. Ser estirat a l'extrem amb força durant un curt període (per una màquina de tipus tirador de caramel o un personatge fort, per exemple) fa que Reed pateixi un dolor intens i la pèrdua temporal de la seva elasticitat elàstica natural. També posseeix altres debilitats; un gran xoc al seu cos, per exemple, com el Doctor Doom quan construeix al seu voltant, pot fer que el seu cos sigui tan gomós que perdi el control motor. La suficient energia pot reduir-lo a un estat líquid en el qual es troba immòbil.
La força de Mister Fantàstic prové més dels poders de la seva ment que dels poders del seu cos; de fet, una vegada li va dir a Spider-Man que considerava que els seus poders d'estirament eren prescindibles en comparació amb el seu intel·lecte. Algunes històries han implicat que el seu intel·lecte podria haver estat augmentat pels seus poders, ja que una vegada va visitar un univers alternatiu on el seu altre jo mai havia estat exposat als raigs còsmics i era notablement menys intel·ligent que ell, encara que s'han mostrat versions purament humanes de Reed que són tan o fins i tot més intel·ligents que ell, especialment entre el Consell de Reeds. Tony Stark ha comentat que l'habilitat de Reed per fer que el seu cervell sigui més gran físicament (a través dels seus poders elàstics) li dona un avantatge, tot i que sembla més aviat una broma. Dit això, escenes del mateix número mostren a Reed "inflant" el seu crani mentre calcula la potència de sortida de l'implant cardíac del repulsor-bateria de Tony.
Durant pràcticament tota la seva història de publicacions, Mister Fantastic ha estat representat com un dels personatges més intel·ligents de l'Univers Marvel. Un teòric visionari i un forjador de màquines inspirat, ha fet avenços en camps tan variats com els viatges espacials, els viatges en el temps, els viatges extradimensionals, la bioquímica, la robòtica, els ordinadors, els polímers sintètics, les comunicacions, les mutacions, el transport, l'holografia, la generació d'energia i l'anàlisi espectral, entre d'altres. No obstant això, mai té por d'admetre quan altres tenen més experiència en determinats camps que ell, com ara reconèixer que el Doctor Octopus posseeix un major coneixement de la radiació, que Hank Pym és un bioquímic superior, o que Spider-Man pot pensar en un problema des de la perspectiva de la biologia on ell no ho podria fer, ja que la seva experiència és en física. Richards ha obtingut un doctorat en Matemàtiques, Física i Enginyeria. Les seves patents són tan valuoses que és capaç de finançar Fantastic Four, Inc., sense cap estrès financer indegut. El control mental rarament és efectiu amb ell i, quan funciona, s'esgota més aviat del que ho faria amb una persona normal, a causa del que descriu com una "consciència elàstica". Tanmateix, aquesta intel·ligència pot ser un handicap en el seu tracte amb la màgia, ja que va requerir una intensa lliçó del Doctor Strange i enfrontar-se a l'amenaça que el seu fill quedés atrapat a l'infern perquè Reed reconegués plenament que la clau per utilitzar la màgia era acceptar. que mai l'entendria.
Després de la crisi de Battleworld, Reed va adquirir els poders dels Beyonders que abans eren exercits per Doom, però va confiar en la creativitat i els nous poders del seu fill Franklin per ajudar-lo a recrear el multivers després que les incursions van destruir els altres universos paral·lels.

## Equips i tecnologia
Tot i que els Quatre Fantàstics tenen nombrosos dispositius i armes, hi ha alguns articles que Reed Richards porta amb ell en tot moment.
Fantastiflare: llança un "4" ardent al cel que s'utilitza durant les situacions de combat per fer que els altres membres del grup coneguin la seva ubicació.
Uniforme Computeritzat: Com tots els vestits dels Quatre Fantàstics i la resta de l'armari de Reed, el seu uniforme està fet de "molècules inestables". Això vol dir que el vestit està en sintonia amb els seus poders, per això el vestit de Johnny no es crema quan "s'encén", el vestit de Sue es torna invisible quan ho fa, i el vestit de Reed s'estén amb ell. L'uniforme també els aïlla de les agressions elèctriques. A més, els uniformes de l'equip també són, en essència, ordinadors portàtils. Els seus vestits tenen un sistema complet de processament de dades i telemetria teixit en el material de l'uniforme a nivell molecular. Això forma una xarxa amb tot l'equip, proporcionant un enllaç constant i en temps real de la condició física de cadascú, així com la seva ubicació i situació actual. El vestit és capaç de mostrar dades i controls del panell tàctil als guants. Els seus sensors poden rastrejar tots els uniformes de l'equip i proporcionar una imatge de la seva proximitat immediata. El vestit té un complex sistema d'escàner que pot detectar coses al voltant de l'usuari, des de quantes persones hi ha a l'habitació del costat fins a quina dimensió o planeta es troben. Reed també pot fer-lo servir per enllaçar amb qualsevol ordinador estirant la punta dels dits a la mida del filament i connectant-los a un port de dades d'E/S. Amb això, Reed pot establir una base de dades força completa dels protocols cibernètics i algorismes de xifratge de qualsevol ordinador.

## En altres mitjans

### Televisió
- Mister Fantastic apareix a la sèrie Fantastic Four de 1967, amb la veu de Gerald Mohr.[18]
- Mister Fantastic apareix a The New Fantastic Four, amb la veu de Mike Road.[18]
- Mister Fantastic apareix a la sèrie Fantastic Four de 1994, amb la veu de Beau Weaver.[18] Ell i Sue Storm ja estan casats abans d'aconseguir els seus poders.
- Mister Fantastic apareix a l'episodi de The Incredible Hulk "Fantastic Fortitude", amb la veu de nou de Beau Weaver.[18] Ell i els altres Quatre Fantàstics prenen les seves vacances abans que Hulk, She-Hulk i Thing lluitin contra els Soldats Gamma del Leader.
- Mister Fantastic apareix a la sèrie Spider-Man de 1994, amb la veu de Cam Clarke.[18] Ell i els Quatre Fantàstics es troben entre els herois que Spider-Man convoca a un planeta per ajudar-lo contra els dolents que el Beyonder hi va portar. Mister Fantastic ajuda a despertar la part adormida de la ment de Curt Connors al Lizard.
- Mister Fantastic apareix a Fantastic Four: World's Greatest Heroes, amb la veu original d'Hiro Kanagawa.[18] En català va ser doblat per Oriol Rafel.[19]
- Mister Fantastic apareix a The Super Hero Squad Show, amb la veu de James Marsters.[18][20]
- Mister Fantastic apareix a The Avengers: Earth's Mightiest Heroes, amb la veu de Dee Bradley Baker.[18] Va fer un breu cameo a l'episodi "The Man Who Stole Tomorrow". Reapareix a l'episodi "The Private War of Doctor Doom" on els Venjadors i els Quatre Fantàstics s'uneixen per lluitar contra el Doctor Doom i els seus Doombots.
- Mister Fantastic apareix a l'episodi "Monsters No More" de Hulk and the Agents of SMASH, amb la veu de Robin Atkin Downes.[18][21] Es va unir amb els Agents de SMASH per aturar la invasió Tribbitite.

### Pel·lícula

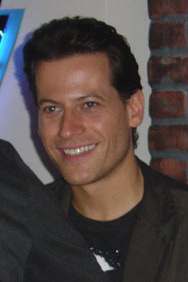
Ioan Gruffudd el 2005.

- La pel·lícula inèdita de 1994 The Fantastic Four presentava Alex Hyde-White com a Mister Fantastic.
- Mister Fantàstic apareix a Fantastic Four i la seva seqüela Fantastic Four: Rise of the Silver Surfer, interpretat originalment per Ioan Gruffudd. La primera pel·lícula es va doblar al català i el personatge va tenir la veu de José Posada.[22] En la continuïtat de la pel·lícula, Reed Richards és inicialment un científic brillant però tímid i pedant que, malgrat la seva comprensió de geni de les ciències i ser (com es descriu a la segona pel·lícula) "una de les ments més grans del segle xxi", és fiscalment incompetent i es troba a prop de la fallida, el que l'obliga a buscar inversió de Victor von Doom (a la continuïtat de la pel·lícula un científic rival i un home de negocis d'èxit) per impulsar els seus projectes.
- Mister Fantastic fa un cameo sense parlar a Planet Hulk. El seu rostre estava ombrejat perquè els drets del personatge eren propietat de la 20th Century Fox. Ell i els membres dels Illuminati informen a Hulk de les decisions preses per assegurar-se la seva eliminació de la Terra.
- Mister Fantastic apareix a la pel·lícula Fantastic Four del 2015, interpretada per Miles Teller.[23][24] A una edat jove, Reed Richards i Ben Grimm treballen en un projecte de dispositiu de teleportació que crida l'atenció del director de la Fundació Baxter, Franklin Storm. Reed ajuda a crear la Porta Quàntica que el porta a ell, Ben, Johnny Storm i Victor von Doom al Planeta Zero. Els efectes del Planeta Zero donen a Reed la capacitat d'estirar-se. Reed, culpant-se de l'incident mentre estava retingut en una instal·lació governamental, s'escapa i es manté d'incògnit. Després de ser trobat per l'exèrcit un any més tard, Reed és portat a l'Àrea 57 on el convencen perquè ajudi a reparar la Porta Quàntica. Les coses empitjoren quan Victor ressorgeix i planeja utilitzar el Planeta Zero per remodelar la Terra. Després que ell, Ben, Johnny i Susan derrotin a Victor, es mantenen junts mentre en Reed es planteja el nom del seu grup.
- Una versió d'un univers alternatiu de Reed Richards apareix a la pel·lícula de Marvel Cinematic Universe Doctor Strange in the Multiverse of Madness, interpretada per John Krasinski. En aquesta versió és membre dels Illuminati de la Terra-838.[25] En aquest univers, també és fundador dels Quatre Fantàstics i membre de la Fundació Baxter, on una variant de Christine Palmer treballa per analitzar les possibles amenaces del multivers. Quan la Bruixa Escarlata posseeix el seu homòleg de la Terra-838 i ataca els Illuminati, Reed intenta enraonar amb ella, però després de confirmar que té fills la mare dels quals és viva, ella el trenca i li destrueix el cervell després de pensar que encara quedarà algú. viu per cuidar els seus fills.

### Videojocs
- Mister Fantastic és un personatge jugable al joc de PlayStation Fantastic Four de 1997.
- Mister Fantastic protagonitza un cameo al joc Spider-Man basat en la seva sèrie d'animació dels anys 90 per a Sega Genesis i Super NES. En assolir certs nivells del joc, es pot trucar a Mr. Fantastic un nombre limitat de vegades per demanar ajuda.
- Mister Fantastic apareix com un personatge jugable a Marvel: Ultimate Alliance amb la veu de David Naughton.[18] Té un diàleg especial amb Bruce Banner, Uatu, Black Bolt, Karnak, Crystal, Arcade i Colonel Fury. Un disc de simulació té Mister Fantastic lluitant amb Bulldozer a Murderworld. Un altre disc de simulació té a Thing protegint Mister Fantastic, quan Rhino el congela.[26] Els seus vestits clàssics, New Marvel, originals i Ultimate estan disponibles.
- Mister Fantastic apareix al videojoc Fantastic Four basat en la pel·lícula de 2005 amb la veu de Ioan Gruffudd amb la seva aparició clàssica amb la veu de Robin Atkin Downes en nivells addicionals.[18]
- Mister Fantastic apareix al videojoc Fantastic Four: Rise of the Silver Surfer basat en la pel·lícula amb la veu de Matthew Kaminsky.[18]
- Mister Fantastic apareix a Marvel: Ultimate Alliance 2 amb la veu de Robert Clotworthy.[18] El seu disseny clàssic és el seu vestit predeterminat i el seu disseny definitiu és el seu vestit alternatiu. Atès que el joc es basa en Civil War, està bloquejat al costat Pro-Registration juntament amb Iron Man i Songbird.
- Mister Fantastic és un personatge jugable a Marvel Super Hero Squad Online.
- Reed Richards és un dels quatre científics que Spider-Man intenta anomenar al videojoc Spider-Man: Web of Shadows del 2008, juntament amb Tony Stark, Hank McCoy i Hank Pym. El contestador diu que els Quatre Fantàstics estan fora de la galàxia.
- Mister Fantastic fa un cameo a Ultimate Marvel vs. Capcom 3 al final de Frank West. Al final, li explica a Frank sobre els Marvel Zombies, i que tan bon punt acabin de consumir el seu propi món, vindran al seu. No volent que això passi, Frank i Mr. Fantastic s'uneixen per aturar-los.
- Mister Fantastic va aparèixer al joc de pinball virtual Fantastic Four per a Pinball FX 2 amb la veu de Travis Willingham.[18][27]
- Mister Fantastic és un personatge jugable al joc de Facebook Marvel: Avengers Alliance.
- Mister Fantastic apareix a Marvel Heroes com a NPC i com a personatge jugable,[28] amb la veu de Wally Wingert.[18] No obstant això, per raons legals, va ser eliminat del joc l'1 de juliol de 2017.[29]
- Mister Fantastic apareix com un personatge jugable a Lego Marvel Super Heroes,[30] amb la veu de Dee Bradley Baker.[18][31] Mentre treballen en els misteris dels Cosmic Bricks, Mister Fantastic i el Capità Amèrica acaben lluitant contra el Doctor Octopus fins que són assistits per Spider-Man.
- Mister Fantastic és un personatge jugable del joc per a mòbils Marvel: Future Fight.[32]
- Mister Fantastic és un personatge jugable del joc per a mòbils Marvel Puzzle Quest.[32]
- Mister Fantastic apareix al DLC "Shadow of Doom" de Marvel Ultimate Alliance 3: The Black Order, amb la veu novament de Wally Wingert.[18] Aquesta versió s'assembla al seu aspecte barbut actual.

## En la cultura popular
- Una paròdia de Mr. Fantàstic es mostra al dibuix animat de Adult Swim, The Venture Bros. L'espectacle compta amb un personatge anomenat Professor Richard Impossible (amb la veu de Stephen Colbert a les temporades 1, 2 i "All This and Gargantua-2", Peter McCulloch a "The Terrible Secret of Turtle Bay", Christopher McCulloch a la temporada 3, Bill Hader a la temporada 4), que assoleix els mateixos poders que Mr. Fantastic.
- En un episodi de la temporada 4 de Stargate Atlantis, "Travelers" el tinent coronel John Sheppard utilitza l'àlies Reed Richards quan és segrestat.
- Al segment de l'episodi "Treehouse of Horror" dels Simpson titulat "Stop the World, I Want to Goof Off!", hi ha un moment en què la família es transforma per semblar-se als membres dels Quatre Fantàstics; Bart és Mister Fantastic. Exhibeix la mateixa habilitat que Stretch Dude en un episodi anterior de "Treehouse of Horror" titulat " Desperately Xeeking Xena".
- Mister Fantastic apareix a l'episodi de Robot Chicken "Monstourage" amb la veu de Seth Green.[18]
- Norm Macdonald interpreta Reed Richards en una parodia que apareix al seu àlbum de comèdia Ridiculous. En ella, els membres dels Quatre Fantàstics estan decidint els seus noms; després que a Reed se'ls acudeixi "The Thing", "The Invisible Woman" i "The Human Torch" per als seus companys, decideix anomenar-se "Mr. Fantastic". Els seus companys es molesten, perquè a diferència dels altres noms, "Mr. Fantastic" no descriu realment els seus poders.
- Els genitals de Mister Fantastic, juntament amb els del company de Fantastic Four The Thing, són tema de conversa a la pel·lícula Mallrats en una escena protagonitzada per Stan Lee.

## Recepció
Mister Fantàstic va ser classificat com el 41è més gran personatge de còmic de tots els temps per la revista Wizard. IGN va classificar Reed Richards com el 40è millor heroi de còmic de tots els temps afirmant que "Mister Fantàstic es troba entre els homes més intel·ligents de l'univers Marvel" i que "Sens dubte, la seva obsessió per la ciència de vegades ve en detriment de la seva vida familiar, però és un dels herois més amables i noble que trobaràs". Mr. Fantàstic també figurava com a número 50 a la llista d'IGN dels "50 millors venjadors".